# Rode Hoofdbanden
De  Rode Hoofdbanden  was een religieuze en militaire beweging in China tijdens de veertiende eeuw. Het gedachtegoed van de beweging was in belangrijke mate ontleend aan dat van de Witte Lotus. De opstand van de Rode Hoofdbanden tussen 1351 en 1368 was de belangrijkste directe oorzaak van de val van de Mongoolse Yuan-dynastie (1279 -1368). 

## Achtergrond
In de periode van de Zuidelijke Song-dynastie (1127-1279) ontstonden een aantal boeddhistische bewegingen, die zich vrijwel geheel buiten het georganiseerde boeddhisme in kloosters manifesteerden. De belangrijkste daarvan was de Witte Lotus. De aanhangers van deze beweging waren volgelingen van het Zuiver Land-boeddhisme. Aanhangers van die vorm van boeddhisme geloven dat naarmate de tijd vordert, er minder boeddhisten komen en Verlichting steeds moeilijker te bereiken wordt. De beweging had dan ook een karakter dat aangeduid zou kunnen worden als millennialistisch en messianistisch. 
De aanhangers stichtten eigen gebedsruimten buiten de kloosters. Zij namen verantwoordelijkheid voor een aantal publieke taken, zoals bouw van lokale infrastructuur en besteedden veel aandacht aan charitatieve doeleinden. Leidinggevenden in de beweging zagen volledig af van alcohol en waren volledig vegetariër. Tijdens de Yuan-dynastie werd de beweging vanwege haar vermeende sektarische karakter enkele malen verboden. De beoefening van deze – van klassieke tradities afwijkende – vormen van geloofsbeleving op lokaal niveau ging echter feitelijk voor een groot deel voort.
Vanaf 1340 werd de Yuan-dynastie geconfronteerd met een groot aantal natuurrampen, met ernstige sociale onrust en opstanden tot gevolg. De overtuigingen van de Witte Lotus gingen in dat klimaat die van andere sektarische groepen beïnvloeden. Dat waren met name groepen die geloofden in de spoedige komst van de  Maitreya, de Boeddha van de Toekomst. Grote groepen gelovigen kwamen gedurende de nacht bij elkaar om rituelen uit te voeren, hun devotie aan de Maitreya te tonen, vuren te ontsteken om de overwinning van het licht over de duisternis te symboliseren en boete te doen. Daarbij waren vaak taoïstische voorgangers aanwezig, die de toekomst voorspelden. Die toekomst was vooral die van de val van de Yuan-dynastie en de komst van een Lichtende Koning die deze toekomst zou bewerkstelligen.  Hun symbolische kleur werd gewijzigd van wit naar rood. Hun soldaten begonnen rode hoofdbanden ( hongjin) te dragen.

## De opstand
De Rode Hoofdbanden worden even voor 1340 voor het eerst als zodanig genoemd in bronnen in de zuidelijke provincie Jiangxi. Hun leider is dan Peng Yingyu, ook wel benoemd als Monnik Peng.  Hij predikte de komst van de Maitreya, leidde een mislukte opstand en vluchtte daarna naar Anhui. Enkele jaren later keerde hij terug naar het zuiden. Hij werd aanvoerder van een leger van de Rode Hoofdbanden in het zuiden. In 1353 werd hij gevangengenomen en geëxecuteerd. 
De volgelingen van Peng Yingyu in Anhui hadden zich na zijn terugkeer naar het zuiden aangesloten bij die van Han Shangtong. Deze was afkomstig uit een familie die verbonden was aan de Witte Lotus. Han Shangtong claimde een afstamming van Huizong (1082–1135), de laatste keizer van de Noordelijke Song-dynastie. De verenigde troepen namen de identiteit aan van de Rode Hoofdbanden en vormden hun noordelijke arm. Zij waren vooral aanwezig op het Noord-Chinese laagland. De Rode Hoofdbanden in het zuiden hadden hun basis aan de middenloop van de Jangtsekiang. De noordelijke en zuidelijke Rode Hoofdbanden deelden wel dezelfde sektarische identiteit, maar waren in de praktijk nooit verenigd, ze waren onderling vaak rivalen. 
Han Shangtong leidde in 1351 een opstand, maar deze mislukte ook, en Han werd gevangengenomen en geëxecuteerd. Zijn legeraanvoerder Liu Futong wist te ontsnappen met de vrouw en de zoon van Han Shangtong. Liu veroverde hierna enkele districten in Anhui en bracht beiden naar dat gebied. Op basis van de claim dat Han Shangtong afstamde van keizer Huizong proclameerde hij een herstel van de Song-dynastie. De zoon van Han Shangtong, Han Lin'er, kreeg de titel de Jonge Lichtende Koning. Hoewel daar geen schriftelijke bronnen voor zijn, zou dat kunnen betekenen dat ook Han Shangtong zich reeds Lichtende Koning noemde. Zo trachtte Liu Futong met een zogenaamde erfgenaam van de Song en een gezegende religieuze functie een dubbele legitimatie voor de beweging te creëren. 
Liu vormde een regering in Anheng in Anhui, waar hij de belangrijkste minister werd van de Jonge Lichtende Koning. Liu had echter geen enkele controle over troepen van de noordelijke Rode Hoofdbanden. Hun militairen zwierven door Noord-China tot zelfs in Mantsjoerije. De troepen overleefden op basis van plundering en droegen op die wijze bij aan de verdere chaos in het land. Xanadu, de zomerresidentie van de keizers werd platgebrand. Onderdelen van de noordelijke Rode hoofdbanden probeerden de Koreaanse Goryeo-dynastie tot een alliantie te dwingen en namen bezit van een deel van het noorden van Korea.
De religieuze factor in de beweging was bij de troepen inmiddels sterk afgenomen. De rebellie tegen de Yuan-dynastie was bij de meeste strijders in de beweging meer ingegeven door hun vaak uitzichtloze economische situatie dan door religieuze overwegingen. In de laatste fase van de beweging zou ook de onderlinge strijd intensiveren. Vooral het meer geletterde deel van de Chinese bevolking en de grondbezitters bleven haast tot aan het eind de Yuan-dynastie trouw. Een deel van de opstand kan dus ook als een vorm van een burgeroorlog gezien worden. 
De Yuan-dynastie wist dan ook nog steeds te overleven. Toqto'a, de belangrijkste minister en feitelijk de machtigste man van het rijk wist voldoende - vrijwel ook geheel Chinese – troepen te mobiliseren en de opstanden in 1354 vrijwel geheel neer te slaan. Het volgende jaar viel hij in ongenade en werd gedwongen in ballingschap te gaan. In 1356 werd hij in die ballingschap vergiftigd. Er ontstond een machtsvacuüm, ook omdat aan Toqto'a loyale troepen weigerden voor andere commandanten van de Yuan te vechten en vaak overliepen naar nog resterende opstandige groepen. Die wisten het initiatief te hernemen en nieuwe opstanden in het zuiden waren het gevolg. 
In 1358 wist Liu Futong  Kaifeng de oude hoofdstad van de Song-dynastie te veroveren. Hij verplaatste het hof van zijn Jonge Lichtende Koning daarheen. In 1359 wist een regionale Mongoolse warlord de plaats te heroveren, maar zowel Lui Futong als de koning wisten te ontsnappen en keerden terug naar Anfeng in Anhui. Het geringe militaire succes van Liu Futong had tot gevolg dat andere militaire leiders hun positie wisten te versterken. 
Een daarvan was Zhu Yuanzhang. In 1356 wist hij Nanking te veroveren en vestigde daar een bestuurscentrum. Hij kreeg van zijn raadgevers het advies zich te gaan distantiëren van de beweging. Meer geletterde Chinezen uit de bezittende klasse hadden bezwaar tegen de chaos die de Rode Hoofdbanden veroorzaakten. De steun van die groep meer geletterde Chinezen zou ook noodzakelijk zijn als Zhu Yuanzhang echt de macht zou willen grijpen en behouden. Hij volgde dat advies op, hoewel hij ogenschijnlijk de autoriteit van de Lichtende Koning bleef erkennen. 
In 1361 kwam Zhu Yuanzhang in conflict met Chen Youliang, een andere militaire leider van de beweging. Dat leidde tot een regelrechte onderlinge oorlog van drie jaar. Het resultaat was een overwinning voor Zhu Yuanzhang. 
Een andere rivaal binnen de beweging, Zhang Shicheng, had ondertussen Anfeng, de plaats van het hof van Han Lin’er, de Jonge Lichtende Koning, veroverd. Opnieuw wist de koning te ontsnappen. Na zijn overwinning op Chen Youliang wist Zhu Yuanzhang in 1367 ook Zhang Shicheng definitief te verslaan. De Jonge Lichtende Koning overleed in hetzelfde jaar. Hij verdronk als gevolg van een ongeval tijdens een boottocht. Veel historici gaan uit van de veronderstelling dat zijn dood door Zhu Yuanzhang was georganiseerd. Zhu Yuanzhang was hierna de enige en onbetwiste leider van de beweging.
Het Mongoolse hof had nog enkele jaren in Peking weten te overleven dankzij de bescherming van Noord-Chinese warlords. In 1368 riep Zhu Yuanzhang de Ming-dynastie uit. Ming betekent helderheid en verwijst naar de Lichtende Koning van de Rode Hoofdbanden. Zhu Yuanzhang werd onder de periodenaam Hongwu de eerste keizer van de nieuwe dynastie. In dat jaar rukte zijn belangrijkste commandant Xu Da op naar het noorden, veroverde Peking en dwong de laatste keizer van de Yuan-dynastie met zijn hof te vluchten. Die dynastie werd tot 1634 buiten China voortgezet onder de naam Noordelijke Yuan-dynastie.

## Na de val van de Yuan-dynastie
Na 1370 onderdrukten troepen van de keizer Hongwu de laatste restanten van de Rode Hoofdbanden, de beweging waar hij zelf lang voor gevochten had. Omstreeks 1378 werd het laatste hoofdkwartier van de beweging in Sichuan vernietigd. Kort na 1380 was het gehele gebied van het keizerrijk onder controle van de Ming. 
Als keizer verloochende Hongwu zijn verleden als strijder van de Rode Hoofdbanden. Hij creëerde een bestuurssysteem waarbij bestuur en beleid alleen voorbehouden was aan de keizer en een kleine kring van een confucianistische elite. Hij vaardigde wetgeving uit, waarbij sektarisch geachte religieuze bewegingen definitief verboden werden. Dat verbod trof vrijwel alle vormen van religie die uitgeoefend werden buiten boeddhistische en taoïstische kloosters en tempels.

## Negentiende eeuw
De Rode Hoofdbanden is ook de naam die wel gegeven wordt aan een groepering uit de broederschap van de  Tiandihui die in 1854 in Guangdong in opstand kwam tegen de Qing-dynastie. Die opstand wordt ook wel benoemd als de Jiantin Opstand en was het feitelijke begin van de grote Taipingopstand .